# Gustav Niessl von Mayendorf
Gustav Niessl von Mayendorf (ur. 26 kwietnia 1839 w Weronie, zm. 1 października 1919 w Hütteldorf k. Wiednia) – austriacki geodeta, astronom, botanik, mykolog. Jego synem był Erwin Gustav Niessl von Mayendorf.